# Regione di Sava
La regione di Sava è una regione della provincia di Antsiranana, nel Madagascar settentrionale.
Il capoluogo della regione è Sambava.
Ha una popolazione di 805 300 abitanti distribuita su una superficie di 25518 km².

## Geografia antropica

### Suddivisioni amministrative
La regione è suddivisa in quattro distretti:
- distretto di Andapa
- distretto di Antalaha
- distretto di Sambava
- distretto di Vohemar